# Eukoenenia trehai
Eukoenenia trehai is een spinnensoort in de taxonomische indeling van de Palpigradi.
Het dier komt uit het geslacht Eukoenenia. Eukoenenia trehai werd in 1901 beschreven door Börner.